# Choiseul (Saint Lucia)
Choiseul, miasto w Saint Lucia. Miasto jest stolicą dystryktu Choiseul.